# 모로호시 다이지로
모로호시 다이지로(일본어: 諸星 大二郎, 1949년 7월 6일 ~ , 일본 나가노현 가루이자와정 출생) 일본의 만화가이다. 도쿄 아다치구에서 자랐다. 역사와 민속을 기반으로한 SF, 알레고리, 호러, 미스터리 만화로 잘 알려져 있다. 크툴루 신화에서 영향을 받은 부분도 있다.

## 작품 목록
- 서유요원전
- 사가판 어류도감
- 사가판 조류도감